# Totoia magnifica
Totoia magnifica är en skalbaggsart som beskrevs av Federico Ocampo 2006. Totoia magnifica ingår i släktet Totoia och familjen Hybosoridae. Inga underarter finns listade i Catalogue of Life.